# Kája Saudek
Kája Saudek, vlastním jménem Karel Saudek (13. května 1935 Praha – 25. června 2015 Praha) byl český malíř a komiksový kreslíř. Jeho specifické výtvarné dílo doplnilo také několik filmů a populárně-naučný televizní seriál Okna vesmíru dokořán, ilustroval též řadu knih a časopisů, mezi nimi i několik z pera Jaroslava Foglara. Byl bratrem (jednovaječné dvojče) fotografa Jana Saudka. Tři z jeho komiksů – Muriel a andělé, Lips Tullian a Arrnal a dva dračí zuby – se v roce 2009 umístily v první desítce ankety webu Komiksárium, jež hledala nejlepší české komiksy všech dob. Tím byl pasován do pozice nejvýznamnějšího českého komiksového tvůrce historie. Jeho (a Macourkův) komiks Muriel a andělé celou anketu i vyhrál.

## Život

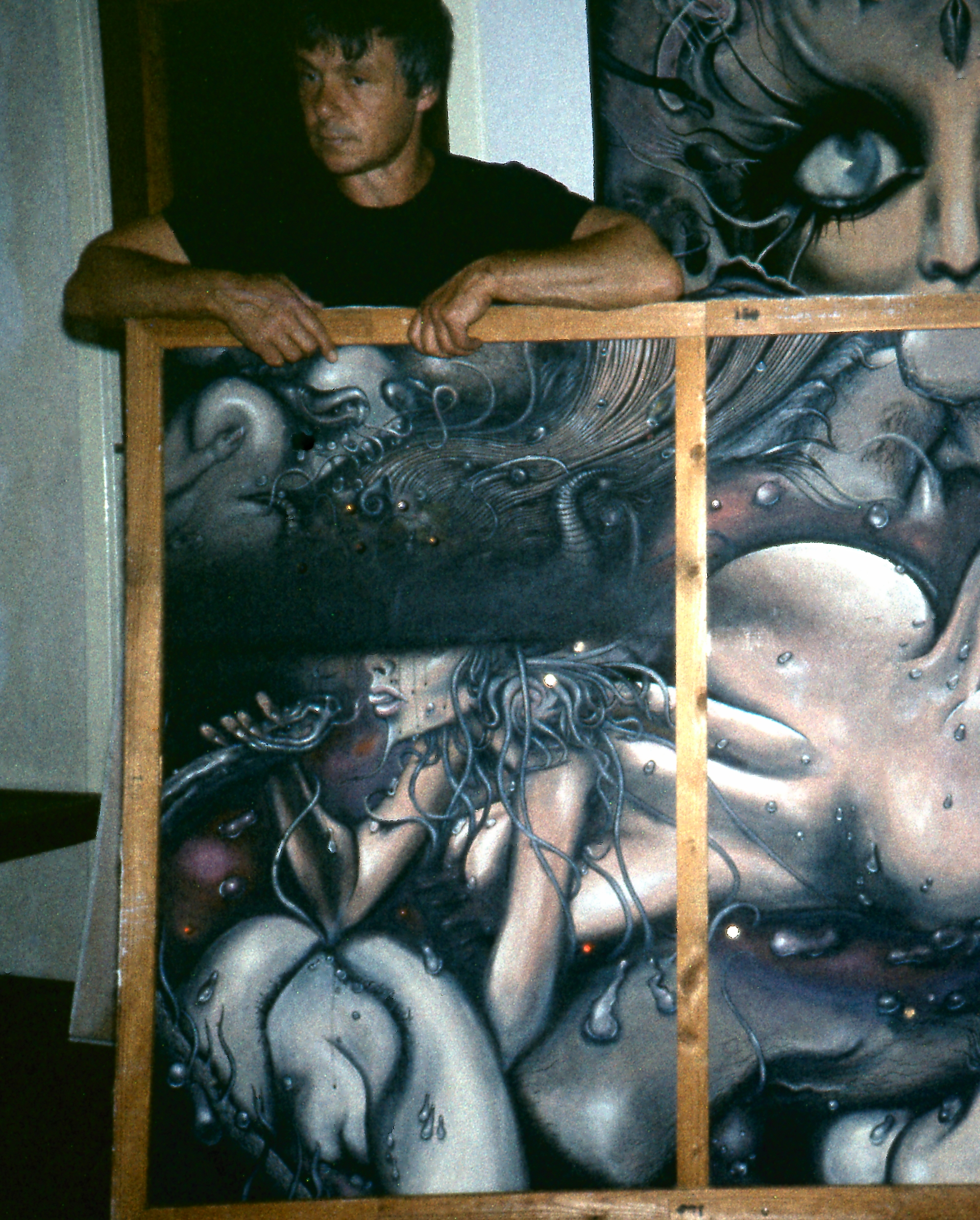
Kája Saudek v polovině 80. let

Kája Saudek se narodil v Praze. Otec Gustav se narodil v Děčíně, ale celý život žil v Praze. Na konci druhé světové války byl otec v souvislosti s manželčiným nežidovským původem (matka Káji i bratra Jana) internován "pouze na tři měsíce v terezínském ghettu", jinak by šel se svým původem do koncentračního tábora již dříve, jako jeho bratři a celá rodina.
S americkými komiksy se seznámil už v dětství. V padesátých letech nemohl z politických důvodů studovat, stal se tedy technickým kreslířem a kulisákem ve filmových studiích na Barrandově. V roce 1966 použil jeho kresby Miloš Macourek ve filmu Kdo chce zabít Jessii?. Tím se Karel dostal do širšího povědomí a jeho kresby začaly být publikovány šířeji. Patrně největším projektem měl být komiks podle scénáře Miloše Macourka Muriel a andělé. V roce 1969 z něj však vyšla časopisecky jen ukázka několika stran, kniha samotná už vyjít nemohla (vydána byla až v roce 1991). Zajímavostí je, že si jako předobraz ústředních postav vybral skutečné osoby – pro generála-seržanta Xerona (hlavní zápornou postavu) svého bratra Jana, s nímž měl v tu dobu rozepře, a pro Muriel herečku Olgu Schoberovou – tehdejší československý sexsymbol. K tomuto komiksu stejná dvojice autorů vytvořila i druhý díl (Muriel a oranžová smrt), který vyšel až v roce 2009 (mimo jiné i pro podobnost příběhu s invazí v roce 1968; část originálních kreseb se ztratila v tiskárně). V roce 1971 spolupracoval ještě na filmu Čtyři vraždy stačí, drahoušku.
Počátkem 70. let se několik let živil kreslením seriálů pro časopis Mladý svět. Dva roky vycházel seriál Lips Tulian podle dobrodružných románů 19. století (byl ukončen na zásah cenzury), další dva roky seriál kreslený na libreta oper (v seriálu byli karikováni zpěváci populární hudby, někteří – zvláště Karel Gott – proti tomu protestovali). Poté byly komiksy v Mladém světě zrušeny. V letech 1976–1978 maloval Saudek pro pionýrský magazín Pionýrská stezka ještě komiks na motivy seriálu Třicet případů majora Zemana – všech pět nakreslených dílů spolu s novým (Poslední případ majora Zemana, napsal Jan Reinisch podle novely Jiřího Procházky Zločin na zámku) vyšlo v roce 1999 pod názvem Major Zeman a jeho 6 případů. V Pionýrské stezce pak Saudek pravidelně ilustroval rubriku „Olympijský kruh“, vytvořil i několik nástěnek (F1, filmové hvězdy) a také vystřihovánku obchodního domu Kotva.[zdroj?] V 5. ročníku vytvořil všechny titulní stránky časopisu.[zdroj?]
V roce 1979 navázal spolupráci s Českou speleologickou společností, která mu umožnila vydávat komiksy v nákladech několika tisíc výtisků jako materiál pro svou vnitřní potřebu (tzv. zájmový tisk). V následujícím desetiletí tak vyšly příběhy podle scénářů řady známých spisovatelů a scenáristů.
V osmdesátých letech spolu s Vladimírem Železným a Jiřím Grygarem spolupracoval na seriálu Slovenské televize Okna vesmíru dokořán.
V druhé polovině 80. let doprovázel ilustracemi tisky k rozvoji počítačové gramotnosti u nás. V polovině roku 1989 ilustroval návod a přebal magnetofonové kazety první oficiálně prodávané počítačové hry v předrevolučním Československu – Město robotů.
Na počátku devadesátých let byla všechna jeho díla znovu vydána. On sám ilustroval titulní stránky komiksových magazínů Kometa a znovu vydávaných sešitů příběhů Boba Hurikána.
V posledních letech tvořil i pro časopis NEi Report.
Stal se vzorem některým dalším kreslířům. Patrně nejvýznamnější jsou Štěpán Mareš, Miroslav Schoenberg, Jiří Grus, Jiří Šmejkal (* 1978) a Jiří Filípek. Kromě uvedených kreslířů ovlivnil řadu dalších méně známých autorů.
Od nehody v dubnu 2006, kdy mu v krku zaskočilo sousto, ležel ve vegetativním stavu v motolské nemocnici.
Zemřel 25. června 2015 ve věku 80 let. Pohřben je na Vyšehradském hřbitově.

## Rodina
S manželkou Johanou měl dvě děti, syna Patrika a dceru Bereniku.

## Dílo

### Výtvarník ve filmech a seriálech
- Kdo chce zabít Jessii? (plakát a fiktivní komiksy ve filmu)
- Čtyři vraždy stačí, drahoušku (dokreslované scény, fiktivní komiks)
- Okna vesmíru dokořán (doprovodné ilustrace seriálu)

### Komiksy
- Honza Hrom (1968, celkem 7 dílů, vlastní scénář, vyšlo v časopise Pop Music Expres)
- Pepík-Hipík (1969, celkem 4 díly, scénář Rudolf Křesťan, Karel Hvížďala, Karel Šmíd, vyšlo v časopise Čtení pod lavicí)
- Muriel a andělé (1969, podklady se ztratily, vyšlo až v roce 1991 v nakl. Comet, scénář Miloš Macourek, ISBN 80-85216-05-1)
- Muriel a oranžová smrt (1970, část podkladů zmizela v tiskárně, 1. vydání vyšlo až v prosinci 2009 v nakl. Albatros, ISBN 978-80-00-02447-9)
- Čtverylka (1971, 22 stripů, scénář Rudolf Křesťan, Haiduková, Tikalová, Pacovský, vyšlo v časopise Mladý svět)
- Výprava ze Sixie, (1971–1972, celkem 24 stran komiksu, scénář Miloš Polášek, vyšlo v časopise Ostravský Kulturní Zpravodaj)
- Lips Tullian, nejobávanější náčelník lupičů (1972, námět Kvidon z Felsů, scénář Jaroslav Weigel, vyšlo v časopise Mladý svět)
- Diamantová šifra (1972, celkem 12 dílů – nedokončeno, scénář Svatopluk Novotný, vyšlo v novinách Mladá fronta)
- Fantom opery uvádí (1973, Rigoletto 10 stran, Carmen 15 stran, Dívčí válka – Šárka 11 stran, Dívčí válka – Vlasty skon 5 stran, scénář Jaroslav Pacovský, Jiří Šebánek, vyšlo v časopise Mladý svět)
- Černý Filip (1974, scénář Jaroslav Weigel, vyšlo v časopise Mladý svět)
- Major Zeman (1978–1979, scénář Jaroslav Weigel, vyšlo v časopise Pionýrská stezka)
- Tajemství zlatého koně (1979, vlastní scénář, vydala Česká speleologická společnost)
- Po stopách sněžného muže (1980, scénář Josef Nesvadba, vydala Česká speleologická společnost)
- Trať se ztrácí ve tmě (1980, námět V. Kafka, vydala Česká speleologická společnost)
- Stříbrný poklad (1982, námět K. z Felsů, scénář J. Weigel, vydala Česká speleologická společnost)
- Studňa (1984, celkem 12 stran, scénář Miloš Voš (Miloslav Volný a Miloš Ščepka), vyšlo v časopise Film a Divadlo)
- Modrá rokle (1984, scénář Jaroslav Foglar, vydala Česká speleologická společnost)
- Peruánský deník (1984, Miloš Macourek, vydala Česká speleologická společnost)
- Konec Sahrbergovy bandy (1985, Jaroslav Weigel, vydala Česká speleologická společnost)
- Ztracený kamarád (1987, scénář Jaroslav Foglar, vydala Česká speleologická společnost)
- Arnal a dva dračí zuby (1988, scénář Ondřej Neff, vydala Česká speleologická společnost)
- Štěstí a jiné příběhy (1989, scénář Ondřej Neff, vydala Česká speleologická společnost)
- Jeskyně Saturn (1990–91, scénář J. Foglar, vydala Česká speleologická společnost)
- Šarlatáni (1989) scénář J. Reinisch, vydala MF (časopis Pionýrská stezka – Filip)
- Cesta hrdinů (1990) scénář J. Reinisch, časopis Filip
- 31. případ Majora Zemana (1992) scénář J. Reinisch, časopis Reflex
- Velký den v Temelíně[7] (18. 7. 2003, scénář Fritz Witzany, poslední komiks Káji Saudka, vydala OIŽP – Občanská iniciativa pro ochranu živ. prostředí).